# Karin Lackner
Karin Lackner ist eine österreichische Psychologin, Organisationsberaterin und Hochschullehrerin an der Universität Kassel.

## Leben
Karin Lackner studierte Psychologie, Biologie und Philosophie an der Universität Wien.
Seit 2006 hat sie den Lehrstuhl für Supervision, Coaching und Organisationsberatung an der Universität Kassel. Lackner ist Mitglied der Deutschen Gesellschaft für Supervision.

## Schriften
Monographien
- Nachhaltige Entwicklung in Supervision und Beratung, Beltz, Weinheim, 2008

Artikel
- Widerspruchsmanagement als Kriterium für Gruppenreife, in: Peter Heintel (Hrsg.), betrifft:TEAM. Dynamische Prozesse in Gruppen, 2. Auflage, Wiesbaden 2008, S. 85–91, ISBN 978-3-531-16260-7
- Zur Aktualität von T-Gruppen. Überlegungen zum Nutzen der Erfahrungen aus T-Gruppen, in: Peter Heintel (Hrsg.), betrifft:TEAM. Dynamische Prozesse in Gruppen, 2. Auflage, Wiesbaden 2008, S. 126–144, ISBN 978-3-531-16260-7
- Vertrauen in Gruppen, in: Heidi Möller (Hrsg.): Vertrauen in Organisationen. Riskante Vorleistung oder hoffnungsvolle Erwartung?, Wiesbaden 2012, ISBN 978-3-531-18118-9, S. 111–142